# Busto del cardinale Richelieu
Il Busto del Cardinale Richelieu, primo ministro di Luigi XIII, di Gian Lorenzo Bernini (1598-1680) è conservato a Parigi all'interno del Museo del Louvre.

## Storia
Nel 1640 Richelieu voleva inizialmente commissionare a Bernini una statua a tutto tondo rappresentante la sua persona.
Le trattative furono affidate a Mazarino, fidato del cardinale e suo successore, e al maréchal François-Annibal d'Estrées, ambasciatore di Francia a Roma. Essi non dovevano ottenere solo l'assenso dell'artista, bensì anche dei suoi "protettori": il cardinale Barberini e il papa Urbano VIII. Visto il dissenso da parte del papa verso il progetto di una statua a figura intera, Bernini ripiegò verso il mezzobusto. Il celebre artista incominciò l'opera nel novembre del 1640 e la completò a metà gennaio dell'anno successivo. In agosto il busto fu portato a Parigi, dove non riscontrò un grande successo. Ciò nonostante Mazarino ringraziò vivamente il cardinale Barberini. In realtà, il busto non piacque ai committenti perché, sebbene molto curato nei particolari, non rispecchiava i reali tratti somatici del cardinale Richelieu. Ciò si può dedurre dalla successiva richiesta da parte del cardinale in questione di un altro busto allo scultore Jean Warin.

## Descrizione
L'opera in marmo bianco viene scolpita nel 1641 e fa parte di una lunga tradizione di busti rappresentanti personaggi celebri come quelli di Francesco I d'Este, Alessandro VII, Luigi XIV, Paolo V, Urbano VIII, Carlo I.
La scultura si presenta ben scolpita nei particolari (vedi il vestito) e nell'espressione del volto, caratterizzato da un'aria nobile.